# The Immoralist
The Immoralist è un'opera teatrale di Ruth e Augustus Goetz, tratta dal romanzo di André Gide L'immoralista.

## Trama
Michel è un archeologo che tenta di domare la propria omosessualità e lo fa sposandosi con la fragile Marcelline. Incapace di consumare il matrimonio, Michel parte per l'Algeria con la moglie in luna di miele, nella speranza di riuscire ad accendere il desiderio per la donna. Qui però, Michel si invaghisce dei ragazzi arabi del luogo e, in particolare, del sensuale Bachir, il domestico. Il giovane non è solo civettuolo e provocante, ma è anche un ladro, e umilia Michel per il suo desiderio. L'infatuazione frustrata per Bachir riesce almeno a convincere l'archeologo ad andare a letto con la moglie. Rimasta incinta, Marceline parte per la Francia e Michel decide di lasciare Biskra che raggiungere la moglie e insieme a lei decide di provare a salvare il matrimonio. 

## Storia delle rappresentazioni
The Immoralist debuttò a Broadway l'8 febbraio 1954 dopo otto anteprime e rimase in cartellone per 96 rappresentazioni prima di chiudere il 1 maggio. Il cast annoverava Louis Jourdan nel ruolo di Michel, Geraldine Page in quello di Marcelline e James Dean, al suo debutto a Broadway, in quello di Bachir. Le prove furono turbolente anche a causa del comportamento di Dean, ritenuto intrattabile da alcuni colleghi e dal regista Herman Shumlin, che abbandonò l'allestimenti prima del debutto. Il produttore Billy Rose voleva licenziare Dean, ma la Page si oppose fermamente. Shumlin fu rimpiazzato dal regista Daniel Mann. Il dramma ricevette recensioni positive e alcune lodi per Dean, che vinse il Theatre World Award. Elia Kazan notò Dean proprio durante una rappresentazione del dramma e lo scelse per il ruolo principale ne La valle dell'Eden; l'attore quindi lasciò lo spettacolo dopo due settimane dalla prima e fu sostituito da Phillip Pine nel ruolo di Bachin.
Nel novembre dello stesso anno il dramma fece il suo debutto sulle scene londinesi, all'Arts Theatre per la regia di Sir Peter Hall. Il cast comprendeva Michael Gough e Yvonne Mitchell. The Immoralist ottenne un buon successo con il pubblico britannico, ma la tematica omosessuale impedì al dramma di essere riproposto nel più commerciale West End.